# TNT (amerykańska stacja telewizyjna)
Turner Network Television (TNT) – amerykański kanał telewizyjny dostępny w telewizji kablowej i satelitarnej, należący do Warner Bros. Discovery. Stacja zaczęła nadawanie 3 października 1988 filmem Przeminęło z wiatrem. 6 października 2015 zastąpił w Polsce kanał Turner Classic Movies.

## Programy emitowane

### Seriale
- Królestwo zwierząt (od 2016)[2][3]
- Pazury (od 2017)[4]
- Domek na prerii (od 14 września 2020)
- Doktor Quinn (od 14 września 2020)
- MacGyver (1985) (od 14 września 2020)
- Strażnik Teksasu (od 14 września 2020)[5][6]

### Zapowiedziane
- Tales from the Crypt (2016)[7]
- Foreign Bodies (2018)[8]
- Snowpiercer[9]

### Programy sportowe
- Golf (od 1995)
- NASCAR (od 2001)
- NBA (od 1988)
- NCAA March Madness (CBS/Turner) (od 2011)
- AEW (od 2019)

### Filmy

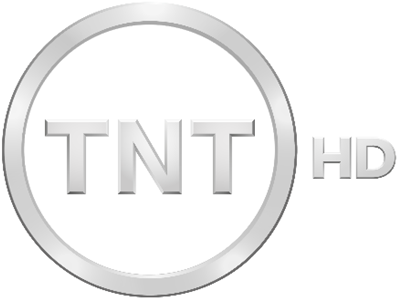
Poprzednie logo HDTV

- Bohater ostatniej akcji
- Gamoń
- Hook
- Nagi instynkt
- Pan domu
- Płonące siodła
- Uciec, ale dokąd?
- Wielka włóczęga
- Zgrywus

## Seriale emitowane dawniej

### Dramaty
- Alienista[10][11]
- I Am the Night (2019)
- Dobre zachowanie (2016–2017)[2][12]
- Ostatni okręt (2014–2018)
- Bibliotekarze (2014–2018)
- Will (2017)[13][14]
- Mroczne zagadki Los Angeles (2012–2018)
- Z premedytacją (2014–2016)
- Partnerki (2010–2016)
- Agent X (2015)[15]
- Transporter (2012, 2014)
- Babilon 5 (1994–1998)
- Bez zasad (2015)
- Dallas (2012–2014)
- Dowód (2015)
- Franklin & Bash (2011–2015)
- Gliniarz z Memphis (2010–2011)
- Gorączka w mieście (1999)
- Gra pozorów (2009–2010)
- Heartland (2007)
- Krucjata (1999)
- Magia sukcesu (2010)
- Maski szpiega (2014–2016)
- Men of a Certain Age (2009–2011)
- Mob City (2013)
- Nowe przygody Robin Hooda (1997–1998)
- Ocalić Grace (2007–2010)
- Podkomisarz Brenda Johnson (2005–2012)
- Poniedziałki na chirurgii (2013)
- Poszukiwani (2005)
- Pułapki umysłu (2012–2015)
- Raising the Bar (2008–2009)
- Saved (2006)
- Siostra Hawthorne (2009–2011)
- Southland (2010–2013)[a]
- Uczciwy przekręt (2008–2012)
- Witchblade: Piętno mocy (2001–2002)
- Wrogie niebo (2011–2015)
- Zaufaj mi (2009)

### Miniseriale
- Firma – CIA (2007)
- Tajna sieć (2004)
- Na zachód (2005)
- Marzenia i koszmary (2006)
- Miasteczko Salem (2004)